# Jakub Nepraš
Jakub Nepraš (* 6. března 1981, Praha) je vizuální umělec kombinující média video a sochu. Svá díla vystavuje po celém světě. Je držitelem několika mezinárodních uznání.

## Život
Jakub Nepraš, narozen v Praze, kde také tvoří. Multimediální umělec využívající nejmodernější technologie k vytváření svých video koláží.
- 1996 – 2000 Vyšší odborná škola a Střední umělecká škola Václava Hollara, Praha / Václav Hollar High School for the Arts
- 2004 FAMU: Filmová a televizní fakulta akademie múzických umění v Praze / Prague Film Academy
- 2001 – 2006 AVU, Akademie výtvarné umění v Praze/ Prague Academy of Fine Arts – ateliér nových médií / studio of new media – Michael Bielický

## Dílo
Věnuje se hlavně novým médiím a technologiím, pomocí kterých modeluje své videokoláže, na nichž ukazuje svět jako zvláštní organismus, který je plný komplikovaných vztahů.
Pro Nepraše je typický široký záběr zpracovávaných témat. Jedním z jeho počinů je věž, umístěná nedaleko Prahy, v lese pod ochranou stromů. Zde také tvoří a nejenom on. Jakub Nepraš ji začal stavět v jedenácti letech a dodnes ji využívá nejen jako svůj kompenzátor vyrovnávající přetlak moderní civilizace. Přichází zde na jiné myšlenky, získává odstup nadhled a relaxuje zde. V areálu věže pořádá soukromé večírky a workshopy. Diplomovou práci, videokoláž Babylonská rostlina, dokončoval právě zde.

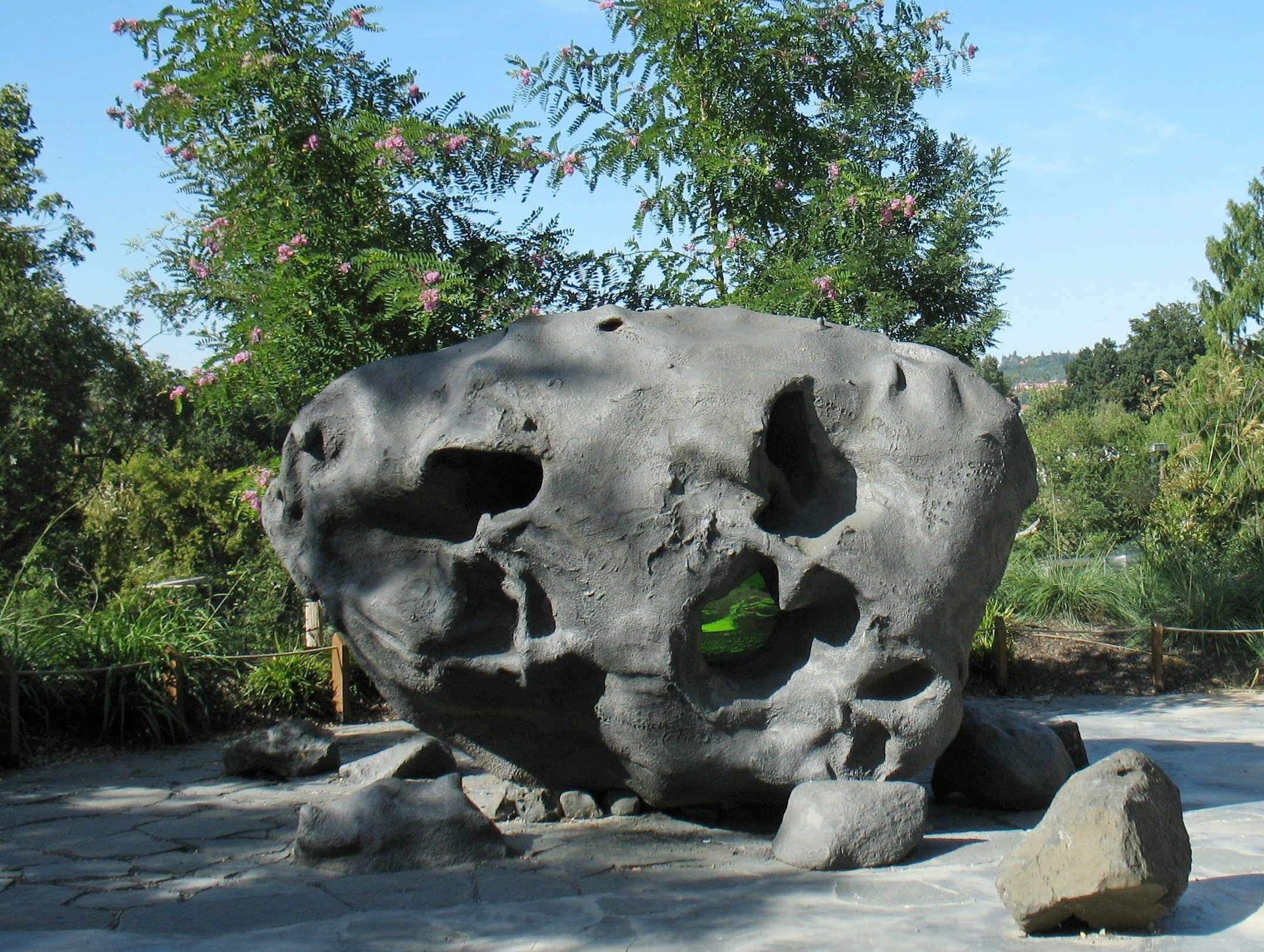
Plastika "e-Bolid" v pražské Zoo

Jakubova videa jsou sestříhaná z časosběrného natáčení z různých prostředí, dále jsou animačně upravena a doplněna zvukovou složkou. Výsledné videoinstalace jsou ve vysokém rozlišení, propojují několik projekcí v jeden obraz na principu koláže. Ta je promítána na plochy a materiály, které svým tvarem a strukturou vymezují prostor obrazu. V těchto videomalbách, které autor nazval Kultury (podle bakteriálních kultur) jsou záměrně použity přirozené pohyby, barvy, asociace a symboly. To vše je natočeno v situaci, která je vytrhnuta, ze svého prostředí a přenesena na projekční plochu. Syntézou těchto spolu komunikujících obrazů, se divákovi naskytne podívaná, která ho vytrhává z povrchnosti celku a skrze poznaný detail se s dílem ztotožňuje a tím si uvědomuje funkčnost a propojenost sama sebe potažmo celého světa.
Videomapping s názvem Kultury prezentoval přímo na vchodu do divadla Laterna magika. V galerii Trafačka Jakub Nepraš spolupracuje s dalšími výtvarníky, jako jsou např. Jan Kaláb, Michal Cimala, Martin Káňa. Svá díla promítá s oblibou ve veřejném prostoru. Další instalace Plavci v metru byl Jakubův projekt, který byl promítaný na kontrolních obrazovkách v pražských stanicích metra. Na těchto videích sportovní plavci plavali v kolejišti místo projíždějících vlaků.
Vystavuje už od roku 1992 a je držitelem několika mezinárodních uznání. Vystavoval například ve Florencii, Šanghaji, Lisabonu, Paříži, New Yorku nebo v Portu. Babylonská rostlina získala druhé místo v Essl Award 2007, (cena udělovaná prostřednictvím sbírky moderního umění Agnes a Karlheinze Esslových a jejich společnosti BauMax). Jako čerstvý absolvent AVU získal v roce 2007 hlavní cenu mezinárodního uměleckého veletrhu Arte Fiera Bologna.

### Práce Jakuba Nepraše v
- Vybrané samostatné výstavy / selected solo exhibitions:

- 2011: huntkastner gallery, solo show, January 2012, Prague, CZ
- Gallery Waldburger, & Prague House, solo show, Brussels, BE
- New Stage of National Theatre, permanent exhibition in the foyer, Prague, CZ
- FRAMEART festival, 3.5. 2012, Guimaraes, Portuga
- 3E, Arthobler gallery, Porto, PT

- 2009: Sediment, Galerie Alain Le Gaillard, Paris, FR
- Sediment II, Arthobler gallery, Porto, PT
- Processes, Trafo gallery, Praha

- Vybrané skupinové výstavy / selected group exhibitions:

- 2011: Una Nueva Aventura, SIART Biennale 11, curated by Norma Campos Vera, Fundación Visión Cultural, La Paz, BO
- Culturas – Viaje, Espacio de Arte Contemporáneo, Monte Video, UY
- Illuminationsfestival Lichtströme, curated by Bettina Pelz & Tom GrollKoblenz, DE
- Po Sametu, / After Velvet, City Gallery Prague – The Golden Ring House, Prague, CZ
- Lichtströme festival, Koblenz, Germany
- Prague Quadriennale, Prague, CZ

- 2010: First Nanjing Biennale, And_Writers, curated by Zhu Tong, Wonil Rhee & Eleonora Battiston, Jiangsu Provincial Art

Museum, Nanjing, CN
- DIGIFESTA 2010, curated by Wo-nil Rhee, Gwangju Biennial, Korea, Gwangju City Museum, KR;
- Ars Electronica 2010 – Festival for Art, Repair – Ready to Pull the Lifeline, Technology and Society, Linz, AU
- About Architecture, curated by Georg Elben, Plan project 10 – Forum aktueller Architektur, Köln, DE;
- Fruits of Civilization, EXPO 2010, Czech Pavilion, Shanghai, CN
- Transgression, curated by Gabriela Jurkovič, Videotage, Hong Kong

- 2009: VIDEONALE 12 – Festival of Contemporary Video Art, curated by Susanne Hinrichs & Georg Elben, Kunstmuseum Bonn, DE
- Spark Festival of Electronic Music and Arts, curated by Douglas Geers & Ali Momeni, University of Minnesota,

Minneapolis, MN, USA
- Druhá příroda /Second Nature, curated by Simona Vladíková, Galerie Kritiků, Praha & Východočeská galerie, Pardubice
- V. Zlínský salon mladých / 5th Zlin Salon of Young Artists, Galerie výtvarného umění v Zlíně
- Nanoscope, DOX Center for Contemporary Art, Praha;
- Eccentric Paths, curated by Sarolta Schredl, Museum of Art, Riga, LV
- My Europa, curated by Eva Eisler, EESC, Brussels, BE & DOX, Praha
- Po Sametu / After Velvet, GHMP: Dům U Zlatého prstenu, Praha
- 1989: The End of History or the Beginning of the Future, curated by Eva Fischer, Austrian Culture Forum, New York, USA
- Narracje, Installations and Interventions in Public Space, curated by Bettina Pelz, Gdansk, PL;
- Destination X, Museum of World Cultures, Göteborg, SE

- 2008: Names, graffiti and street art festival, curated by Trafačka, Praha

- 2007: Essl Award, Essl Museum, Klosterneuburg/Wien, AU
- Eccentric Paths, curated by Sarolta Schredl, Museum Colecção Berardo, Lisbon, PT
- Young and Digital, Byblos Gallery, Verona, IT

- 2006: Mycelium, curated by Jiří Machalický, Galerie Montanelli, Praha
- Transmediale Berlin, DE
- NEMO Festival, Paris, FR

- 2005: Entermultimediale – Festival, CIANT, Praha
- Essl Award, Essl Museum, Klosterneuburg/Wienn, AU